# Твардожечка
Твардожечка (пол. Twardorzeczka) — село в Польщі, у гміні Ліпова Живецького повіту Сілезького воєводства.
Населення — 1350 осіб (2011).
У 1975-1998 роках село належало до Бельського воєводства.

## Демографія
Демографічна структура станом на 31 березня 2011 року:
|          | Загалом | Допрацездатний вік | Працездатний вік | Постпрацездатний вік |
| -------- | ------- | ------------------ | ---------------- | -------------------- |
| Чоловіки | 661     | 154                | 457              | 50                   |
| Жінки    | 689     | 166                | 414              | 109                  |
| Разом    | 1350    | 320                | 871              | 159                  |